# Bảo tàng Puskin
Bảo tàng Nghệ thuật Quốc gia Puskin (tiếng Nga: Музей изобразительных искусств имени А. С. Пушкина, viết tắt tiếng Nga: ГМИИ) là bảo tàng lớn nhất của nghệ thuật Châu Âu ở Moskva, nằm trên đường Volkhonka, ngay đối diện Nhà thờ chính tòa Chúa Kitô. Liên hoan âm nhạc quốc tế "Những đêm tháng 12 của Sviatoslav Richter"đều được tổ chức tại Bảo tàng Pushkin từ năm 1981.

## Nguyên thủy
Mặc dù được đặt tên như vậy nhưng bảo tàng không có mối liên hệ trực tiếp nào với nhà thơ Nga Alexander Pushkin, ngoài mục đích tưởng niệm di cảo. Bảo tàng do giáo sư Ivan Tsvetaev (cha của nhà thơ Marina Tsvetaeva) thành lập. Tsvetaev thuyết phục triệu phú kiêm nhà từ thiện Yuriy Nechaev-Maltsov và kiến trúc sư Roman Klein về nhu cầu cấp thiết phải đem đến cho Moskva một bảo tàng mỹ thuật. Sau khi trải qua một số lần thay đổi tên, đặc biệt là trong quá trình chuyển đổi sang thời Xô Viết và việc trả lại thủ đô của Nga cho Moskva, bảo tàng cuối cùng được đổi tên để vinh danh Pushkin vào năm 1937, kỷ niệm 100 năm ngày mất của ông.

## Lịch sử
Trong cách mạng Bolshevik, tác phẩm của các họa sỹ trường phái ấn tượng Pháp và các nghệ sĩ hiện đại đã bị tịch thu, sau đó được trưng bày trong Bảo tàng Hermitage ở Saint Petersburg trước khi được lưu trữ tư nhân. Năm 2019, những tác phẩm đó xuất hiện trở lại và một số trong số chúng đã gia nhập lại bảo tàng Pushkin. Năm 1981, bảo tàng tổ chức triển lãm Moscow-Paris. Năm 2016, các nhà sử học nghệ thuật đã phát hiện ra 59 tác phẩm điêu khắc thời kỳ Phục hưng Ý trong các bộ sưu tập Berlin của Bảo tàng Puschkin từng bị mất tích kể từ sau Chiến tranh thế giới thứ hai.
Tháng 3 năm 2022, phó giám đốc bảo tàng là Vladimir Opredelenov đã từ chức để phản đối Nga xâm lược Ukraine.

## Tòa nhà
Tòa nhà của Bảo tàng Mỹ thuật Bang Pushkin được Roman Klein và Vladimir Shukhov thiết kế. Quá trình xây dựng kéo dài từ năm 1898 cho đến đầu năm 1912, với Ivan Rerberg hướng tới kỹ thuật kết cấu trên địa điểm bảo tàng trong 12 năm đầu tiên.

## Bộ sưu tập
Các tài sản của Bảo tàng Mỹ thuật Pushkin hiện bao gồm khoảng 700.000 tranh, điêu khắc, vẽ, các tác phẩm ứng dụng, ảnh, và các đồ vật khảo cổ và động vật. Phòng Bản thảo lưu trữ các tài liệu về lịch sử của bảo tàng; di sản khoa học và thư tịch của người sáng lập Ivan Tsvetaev (1847–1913), các nhân viên bảo tàng khác, các nhà sử học nghệ thuật nổi tiếng và các nghệ sĩ; và các tài liệu lưu trữ từ các bảo tàng khác cũng được bao gồm trong kho lưu trữ của Bảo tàng Pushkin. Bảo tàng sở hữu các xưởng cho các công trình nghiên cứu và trùng tu và một Thư viện Khoa học.

#### Tranh vẽ
Các vật thể kỷ niệm sớm nhất trong bộ sưu tập của bảo tàng là các tác phẩm thuộc về nghệ thuật Byzantine: tranh khảm và biểu tượng. Giai đoạn đầu của sự phát triển của hội họa Tây Âu được thể hiện bằng một bộ sưu tập tương đối nhỏ, nhưng rất ấn tượng, những Người Ý nguyên thủy. Hội trường ban đầu của nghệ thuật Ý được mở cửa vào ngày 10 tháng 10 năm 1924, nhưng những bức tranh gốc đầu tiên đã được Mikhail Schekin (1871–1920), lãnh sự Nga tại Trieste, tặng cho Bảo tàng Mỹ thuật Alexander III vào năm 1910, và bao gồm các tác phẩm Old Master độc đáo như bức tranh của Giambattista Pittoni.

### Đồ họa
Bộ phận Bản in và Bản vẽ được thành lập vào năm 1924, khi bảo tàng nhận tài sản Printing Cabinet của Cộng đồng Maskva và Bảo tàng Rumyantsev. Năm 1861, Alexander II đã tặng một món quà có giá trị cho Printing Cabinet: Bảo tàng Công cộng và Rumyantsev ở Mosvka đã nhận được hơn 20.000 bản in từ Hermitage. Sau đó, bộ phận đã nhận được một số bộ sưu tập tư nhân từ Dmitry Rovinsky (1824-1895) (bản in tiếng Nga), Nikolay Mosolov (1846-1914) (bản khắc của Rembrandt, bản vẽ của các bậc thầy người Hà Lan thế kỷ 17), và Sergey Kitaev (1864-1927) (bản in Nhật Bản).

### Điêu khắc
Bộ sưu tập các tác phẩm điêu khắc Tây Âu bao gồm hơn 600 tác phẩm. Bảo tàng đã mở rộng diện tích trong những năm qua và hiện đang sở hữu các tác phẩm nghệ thuật từ thế kỷ 6-21. Các hiện vật đầu tiên được trình bày cho Bảo tàng Mỹ thuật là các tác phẩm điêu khắc từ các bộ sưu tập của Mikhail Schekin. Sau cách mạng, bảo tàng đã nhận được nhiều tác phẩm điêu khắc từ các bộ sưu tập quốc hữu hóa. Năm 1924, bảo tàng đã mở cửa một vài phòng tranh.

### Bộ sưu tập các tác phẩm nghệ thuật trang trí (Bộ phận của Old Masters)
Bộ sưu tập các tác phẩm nghệ thuật trang trí từ châu Âu bao gồm khoảng 2.000 món đồ. Sớm nhất là từ Trung Cổ, và tổng thể bộ này rất đa dạng. Bao gồm các tác phẩm nghệ thuật làm từ gỗ và xương, nền móng và kim loại quý, đá, hàng dệt, gốm sứ và thủy tinh. Được quan tâm đặc biệt là bộ sưu tập gốm sứ bao gồm tất cả các loại tác phẩm nghệ thuật chính và bộ sưu tập đồ nội thất.

### Bộ sưu tập khảo cổ học

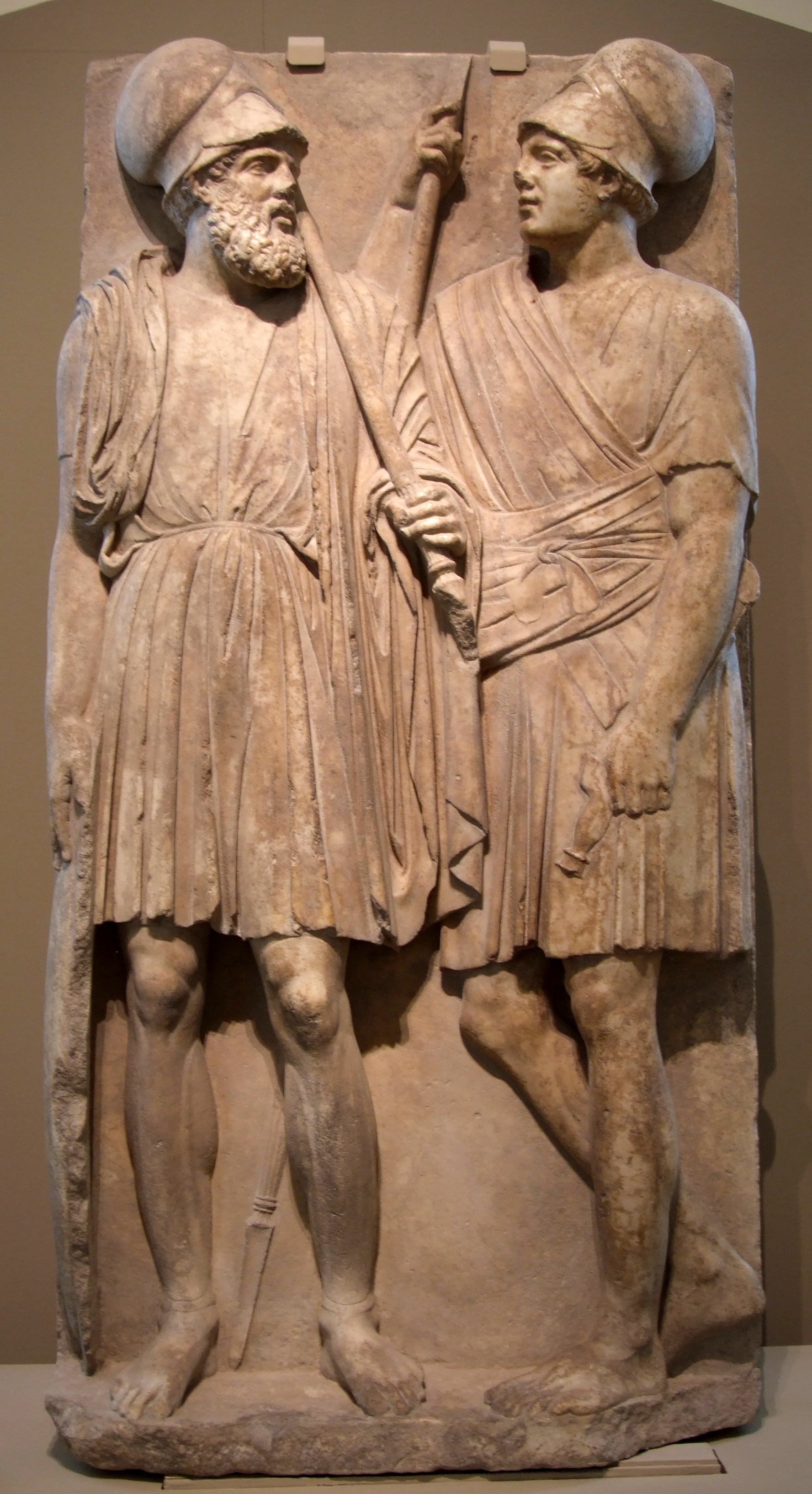
Tấm bia với hai quân đội Hy Lạp hóa của Vương quốc Bosporan; từ bán đảo Taman (Yubileynoe), miền nam nước Nga, quý 3 của thế kỷ 4 trước Công nguyên; đá cẩm thạch, Bảo tàng Pushkin

Bảo tàng Mỹ thuật được dự định chủ yếu trở thành một bảo tàng nghệ thuật cổ điển. Hiện vật cổ là cốt lõi và là thành phần chính của bộ sưu tập, và Bộ phận Cổ vật là một trong ba bộ phận chính. Người sáng lập và giám đốc là Ivan Tsvetaev (1847-1913), ông cũng là một chuyên gia về nghệ thuật cổ đại, cũng như các cộng sự thân cận nhất của ông, Vladimir Malmberg (1860-1921) và Nikolay Scherbakov (1884-1933).

#### Ai Cập
Hầu hết các hiện vật được trưng bày trong Hội trường số 1 đã có mặt kể từ khi bảo tàng mở cửa vào năm 1912 và đến từ bộ sưu tập của Vladimir Golenishchev (1856-1947).

#### Các nền văn minh cổ đại
Bảo tàng lưu giữ các hiện vật chính hãng của Tây Nam Á dựa trên bộ sưu tập của nhà Ai Cập học và Phương Đông học nổi tiếng người Nga Vladimir Golenishchev.

#### Đồ cổ
Bộ sưu tập đồ cổ của Bảo tàng Mỹ thuật Pushkin bao gồm nhiều hiện vật chính hãng: hơn 1.000 bình, mảnh nhựa nhỏ và tác phẩm điêu khắc.

#### Bộ sưu tập của Tsvetaev
Bộ sưu tập phôi và bản sao, tiêu biểu cho các viện bảo tàng châu Âu vào thế kỷ 19, là duy nhất cho đến ngày nay ở khả năng bảo quản và tính nhất quán của nó. Với sự gắn kết tương tự, Tsvetaev muốn giới thiệu nghệ thuật tạo hình của thời kỳ hiện đại và hoàn thành bộ sưu tập với các vật đúc được làm từ các tác phẩm điêu khắc đương đại, nơi các tác phẩm của Auguste Rodin sẽ chiếm vị trí trung tâm. Thật không may, phần cuối cùng của kế hoạch của ông đã không được thực hiện do thiếu kinh phí sau khi một đám cháy xảy ra trong quá trình xây dựng. Một số phôi và bản sao từ bộ sưu tập của bảo tàng là bản tái tạo chân thực duy nhất của các hiện vật bị mất trong Thế chiến.

### Bộ sưu tập tiền đúc
Ngày nay, bộ sưu tập Numismatics của Bảo tàng Mỹ thuật Pushkin tạo thành một bộ sưu tập hơn 200.000 vật phẩm và 3.000 tập của thư viện đặc biệt, bắt đầu tại Đại học Imperial Moscow. Năm 1888, bộ sưu tập được phân loại và tạo cơ sở cho các bộ sưu tập tranh cổ điển lớn của Moskva thuộc Bảo tàng Lịch sử và Bảo tàng Mỹ thuật Alexander III.
Kể từ năm 1912, các đồ vật của nghệ thuật số học cổ và Tây Âu từ bộ sưu tập của trường đại học đã được chuyển đến Khoa Điêu khắc của Bảo tàng Mỹ thuật và hầu hết được đóng gói. Đến tháng 6 năm 1925, những người trông coi bảo tàng đã phân loại một số trường hợp bằng tiền xu, huy chương và phôi lại với nhau và tạo ra Numismatic Cabinet nằm trên ban công của Hội trường Trắng. Năm 1945, Numismatic Cabinet của bảo tàng đã trở thành một bộ phận độc lập. Nó bao gồm các tài liệu khảo cổ học từ Trung Á, chẳng hạn như một kho tích trữ tiền xu Kushano-Sasanian được mua vào năm 2002.

## Museum Quarter
Công việc trên Museum Quarter của Bảo tàng Mỹ thuật Pushkin bắt đầu vào cuối những năm 2000. Vào năm 2019–23, Tòa nhà chính của Bảo tàng Mỹ thuật Pushkin sẽ được tái thiết. Sau khi tái thiết, chín bảo tàng sẽ hoạt động trong Museum Quarter.

## Phòng trưng bày

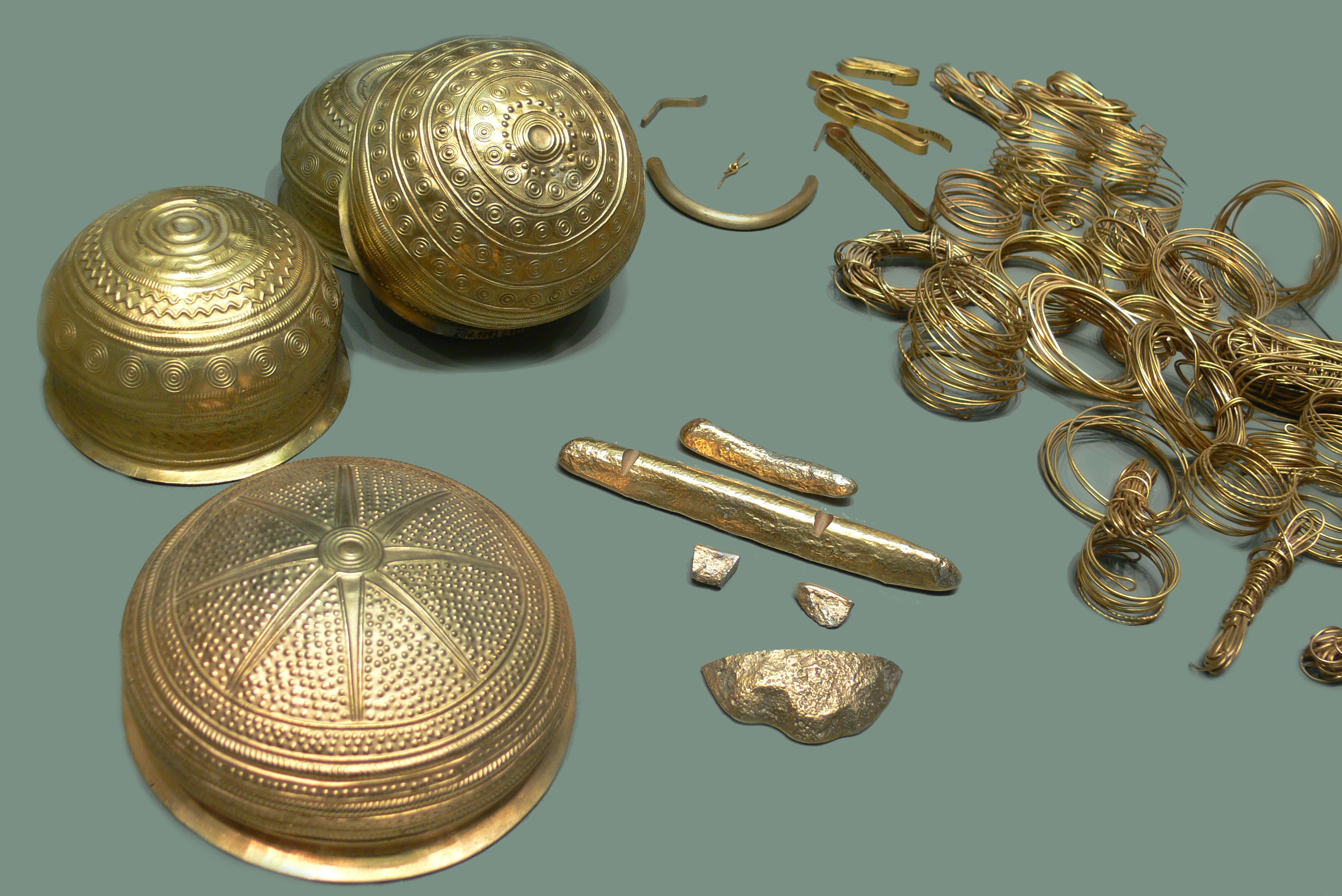
Kho báu của Eberswalde
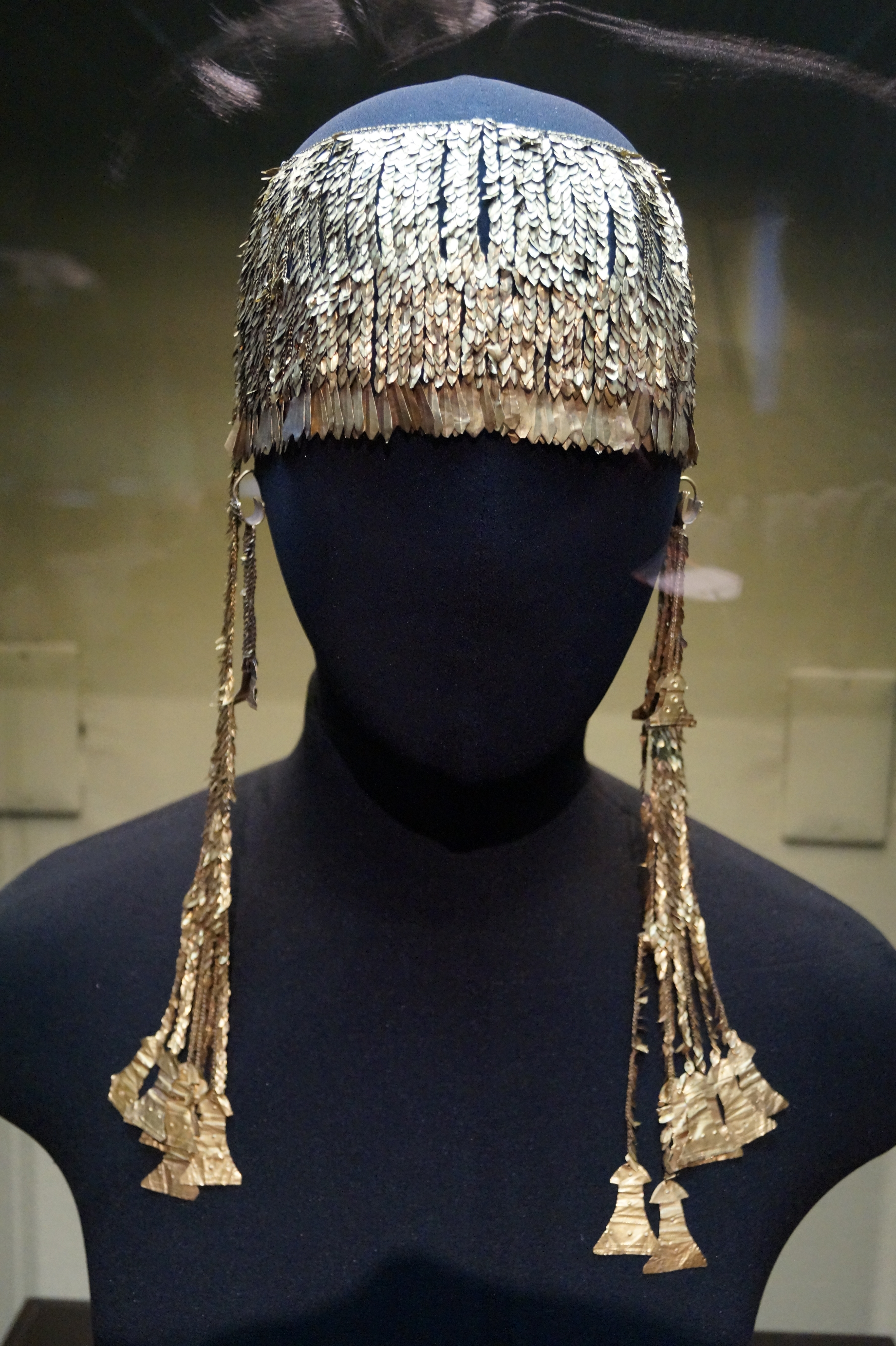
Kho báu của Priam
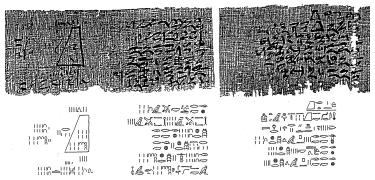
Giấy cói toán học Moskva
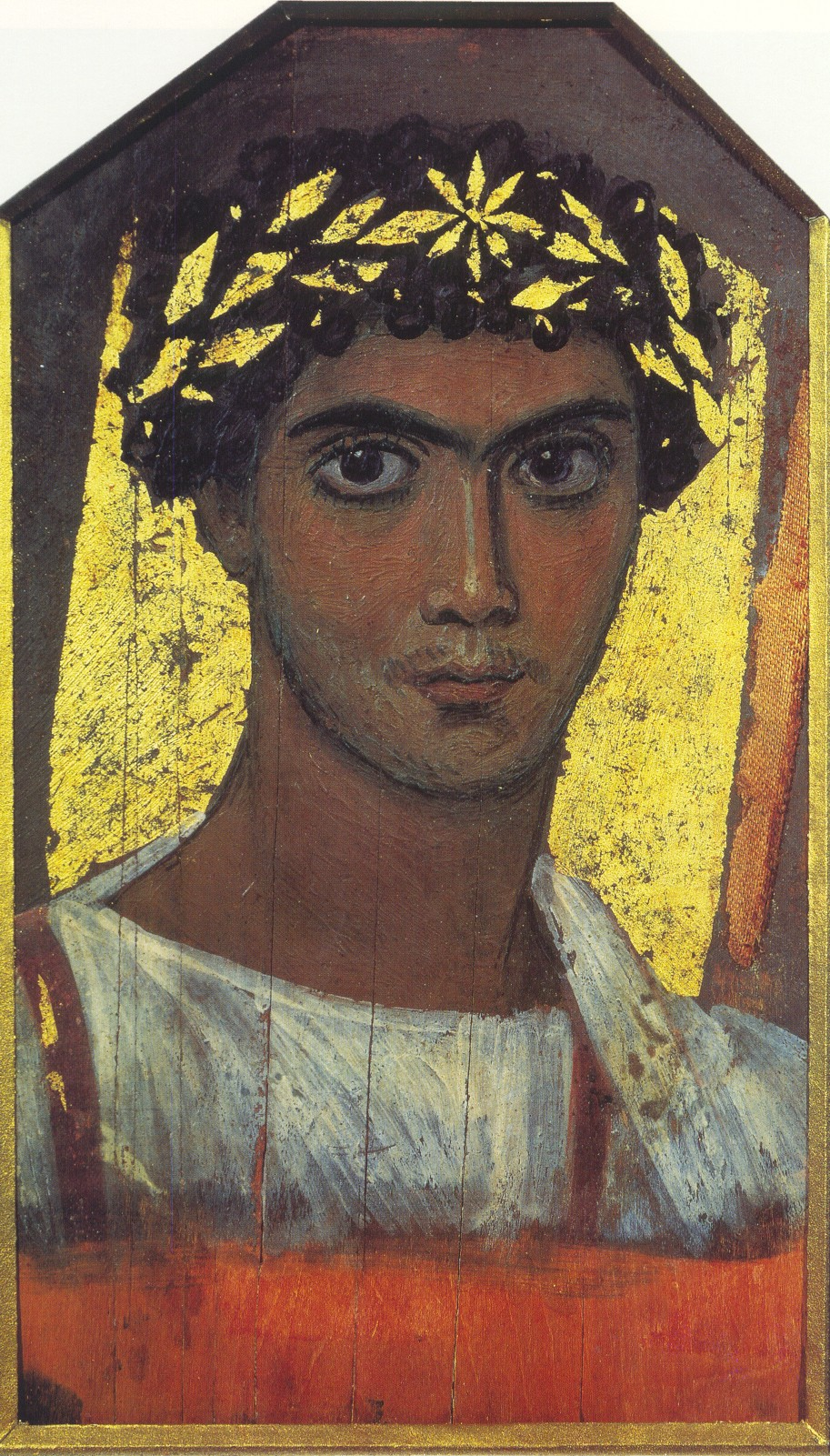
Chân dung xác ướp Fayum
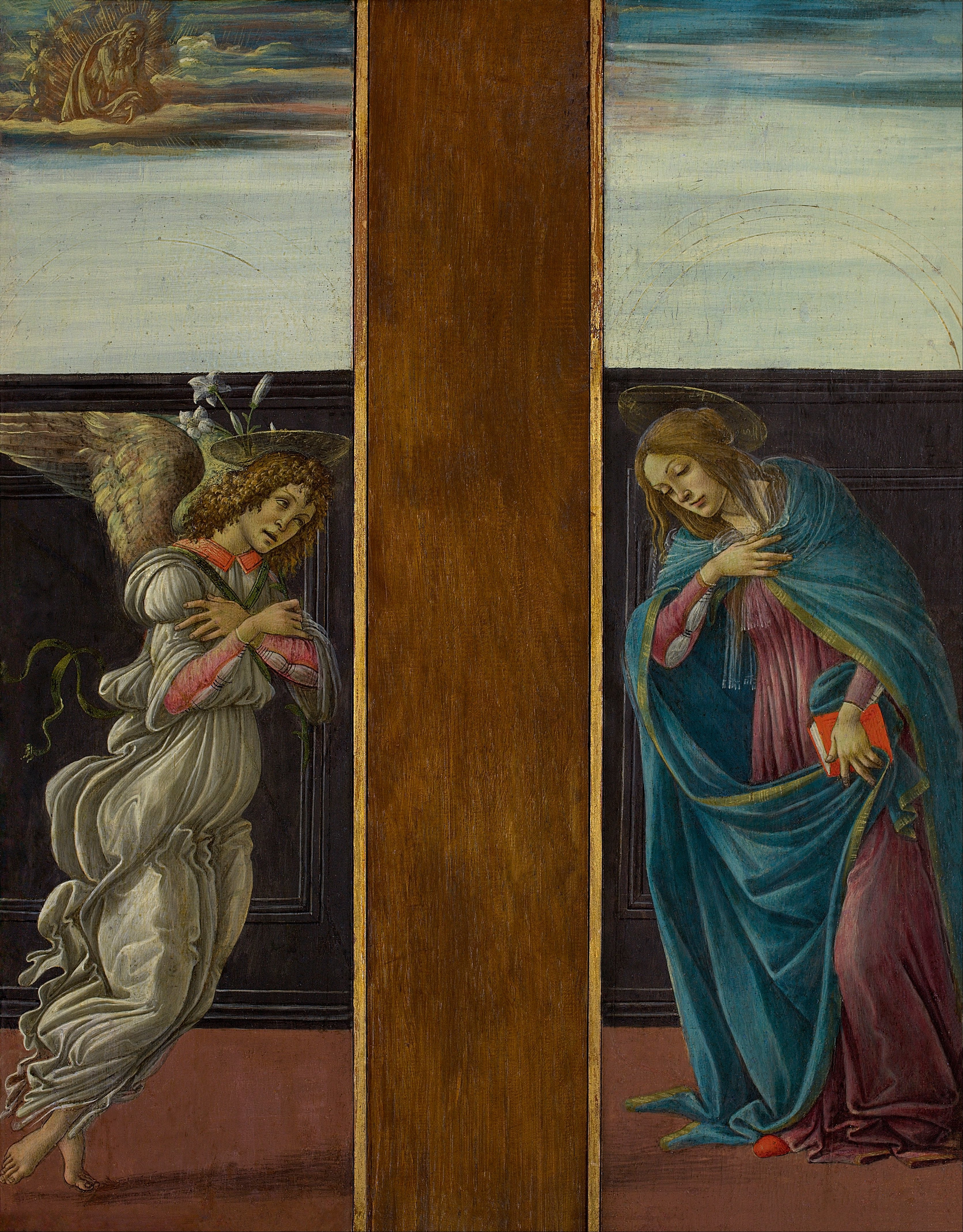
Annunciation của Sandro Botticelli, c. 1495-1498
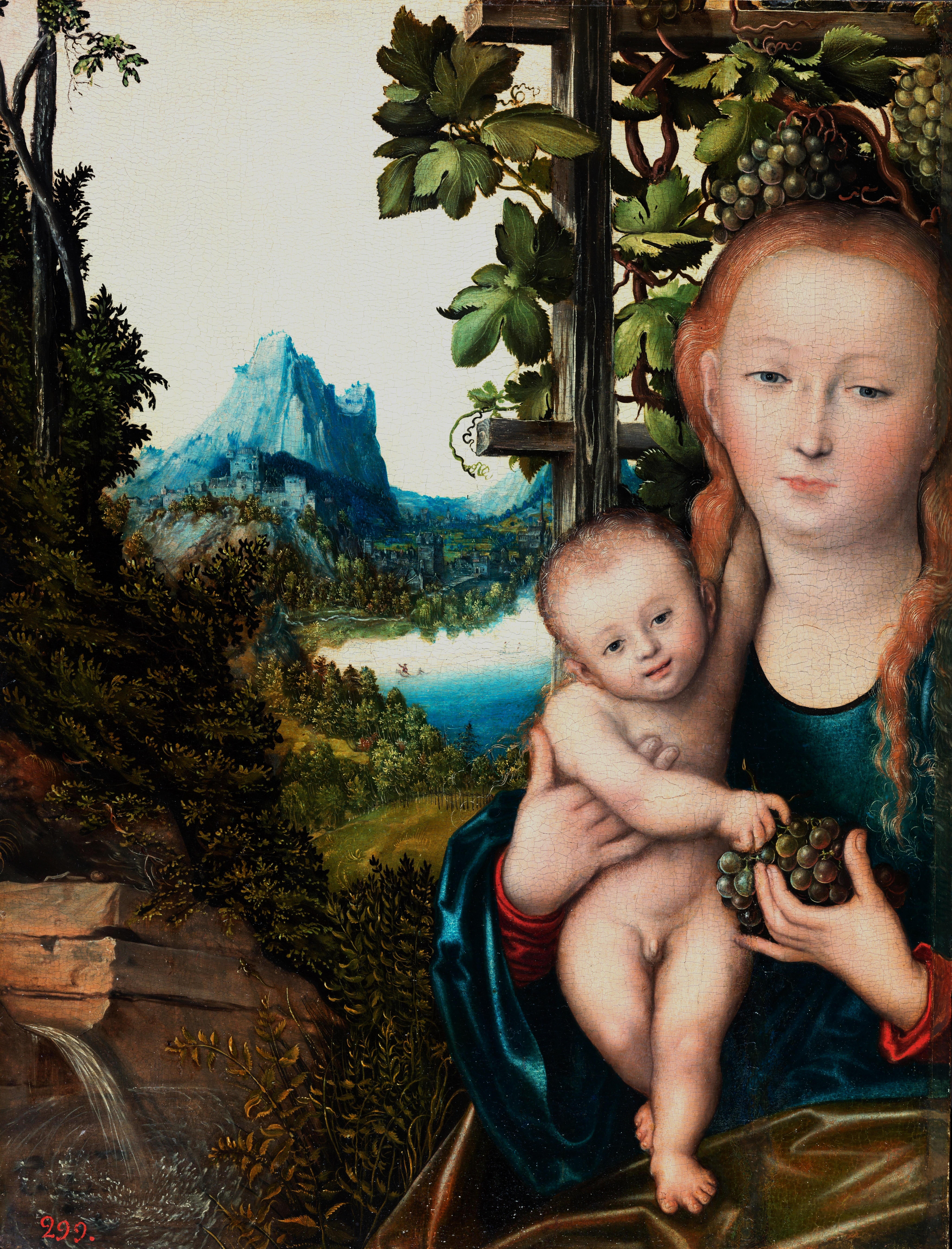
Madonna and a Child của Lucas Cranach the Elder, c. 1520
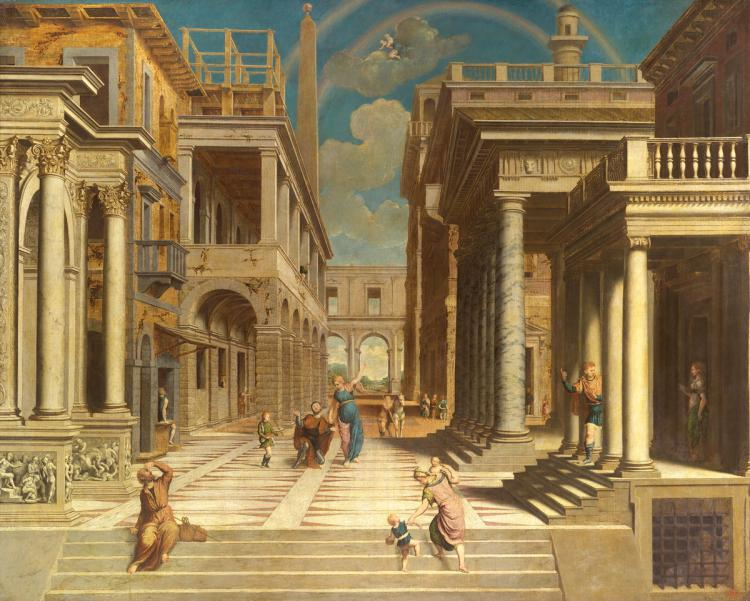
Apparition of the Sybil to the emperor Augustus của Paris Bordone, c. 1550
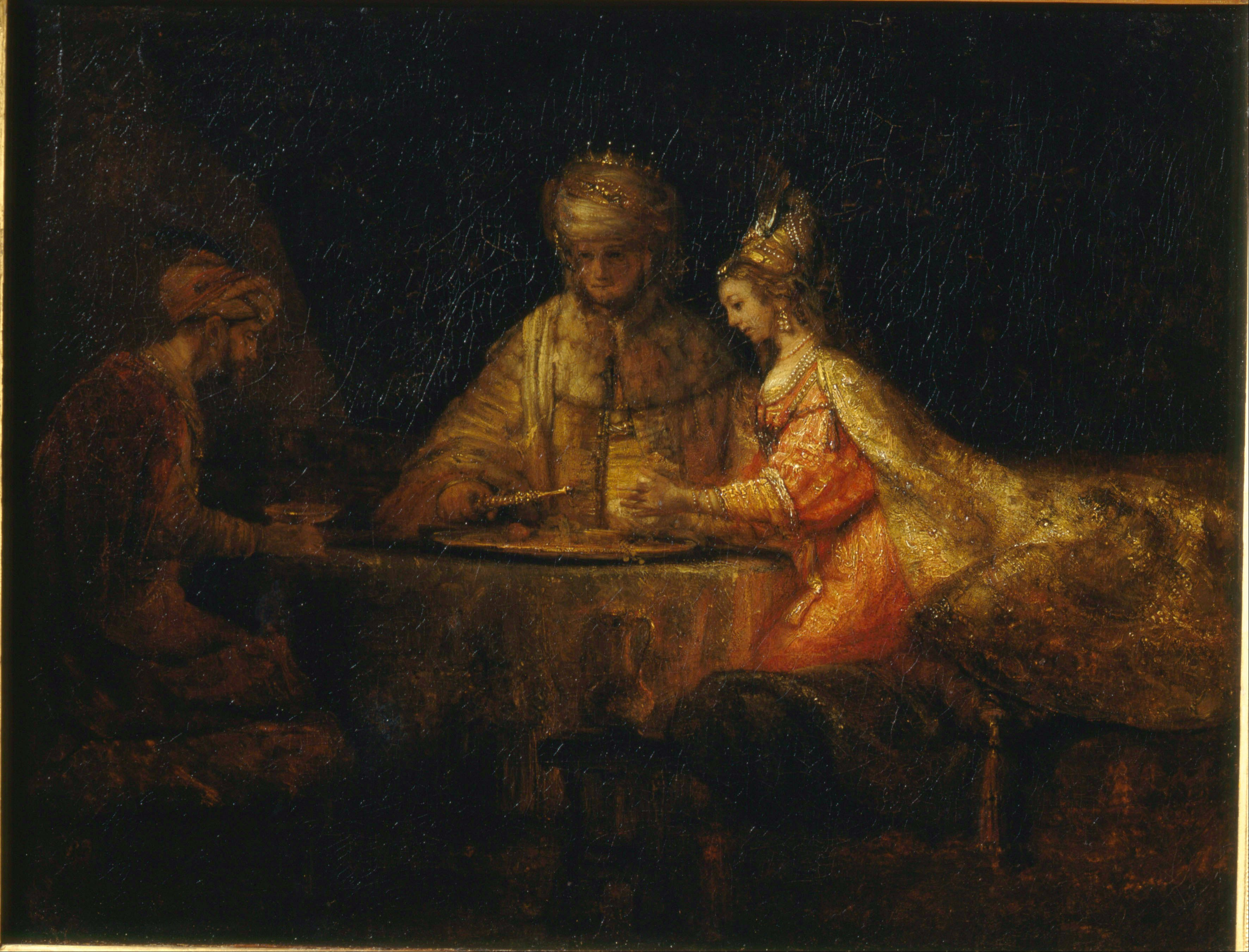
Ahasuerus and Haman at the Feast of Esther của Rembrandt, 1660
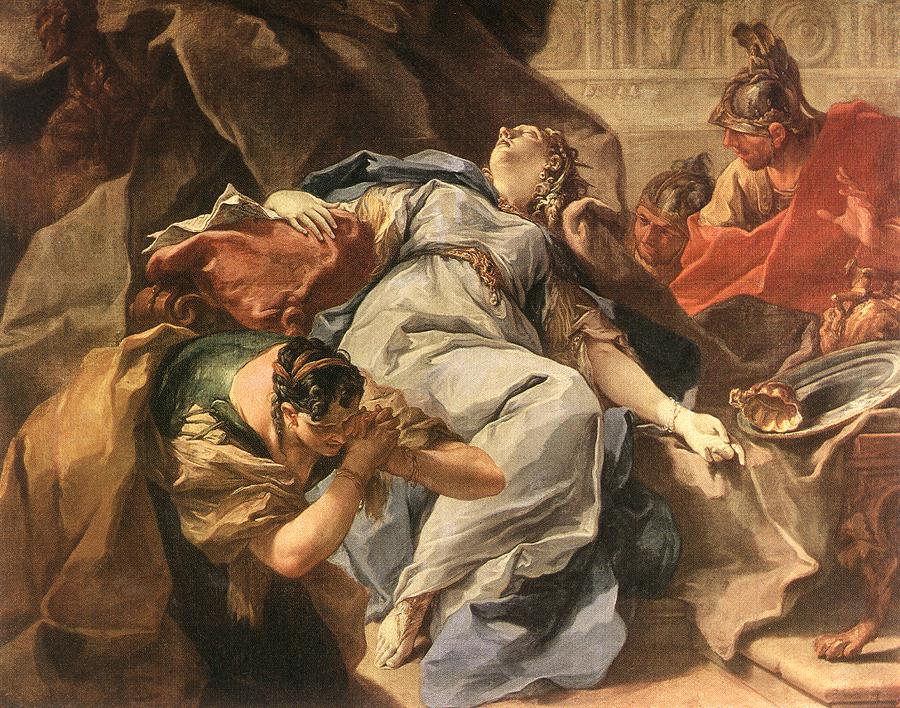
Death of Sophonisba của Giambattista Pittoni, nửa đầu thế kỷ 18
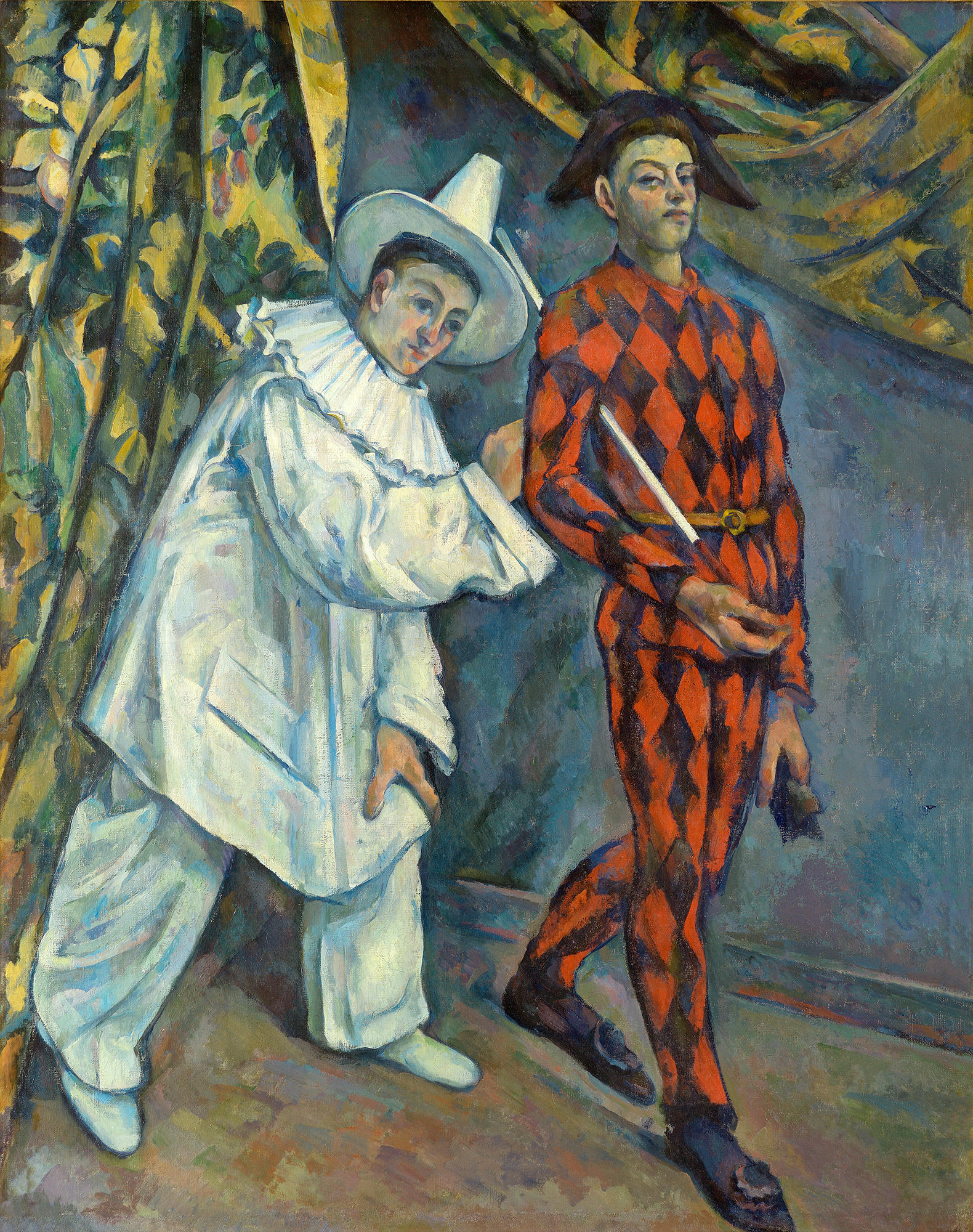
Fastnacht (Mardi Gras) của Paul Cézanne, 1888
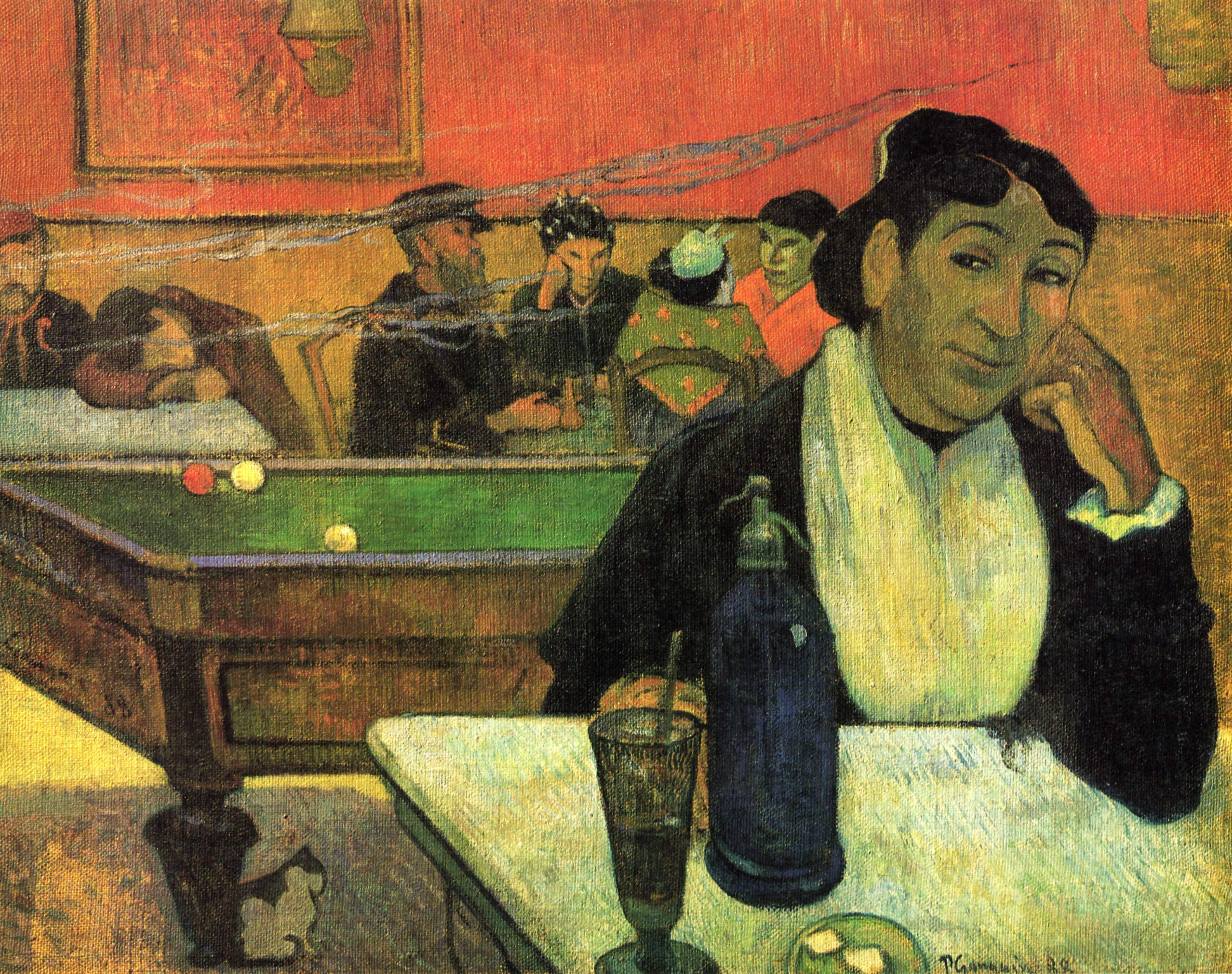
The Night Cafe, Arles của Paul Gauguin, 1888
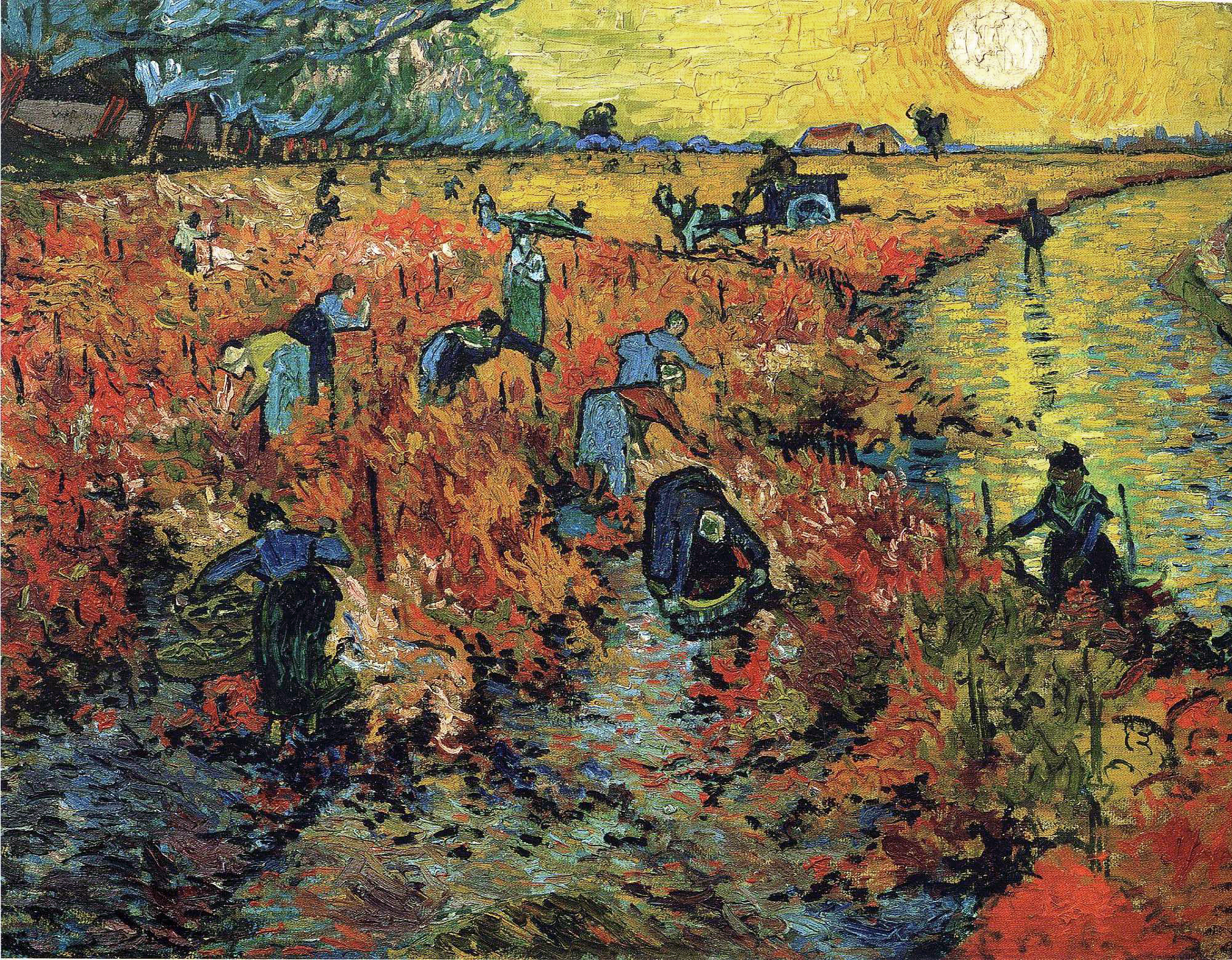
The Red Vineyard của Vincent van Gogh, 1888, bức tranh duy nhất của van Gogh được bán trong đời ông
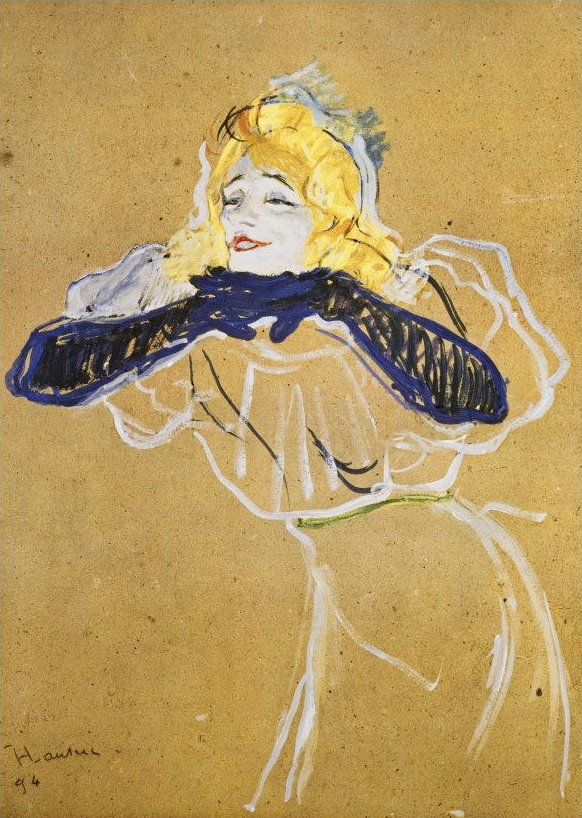
Yvette Guilbert của Henri de Toulouse-Lautrec, 1894
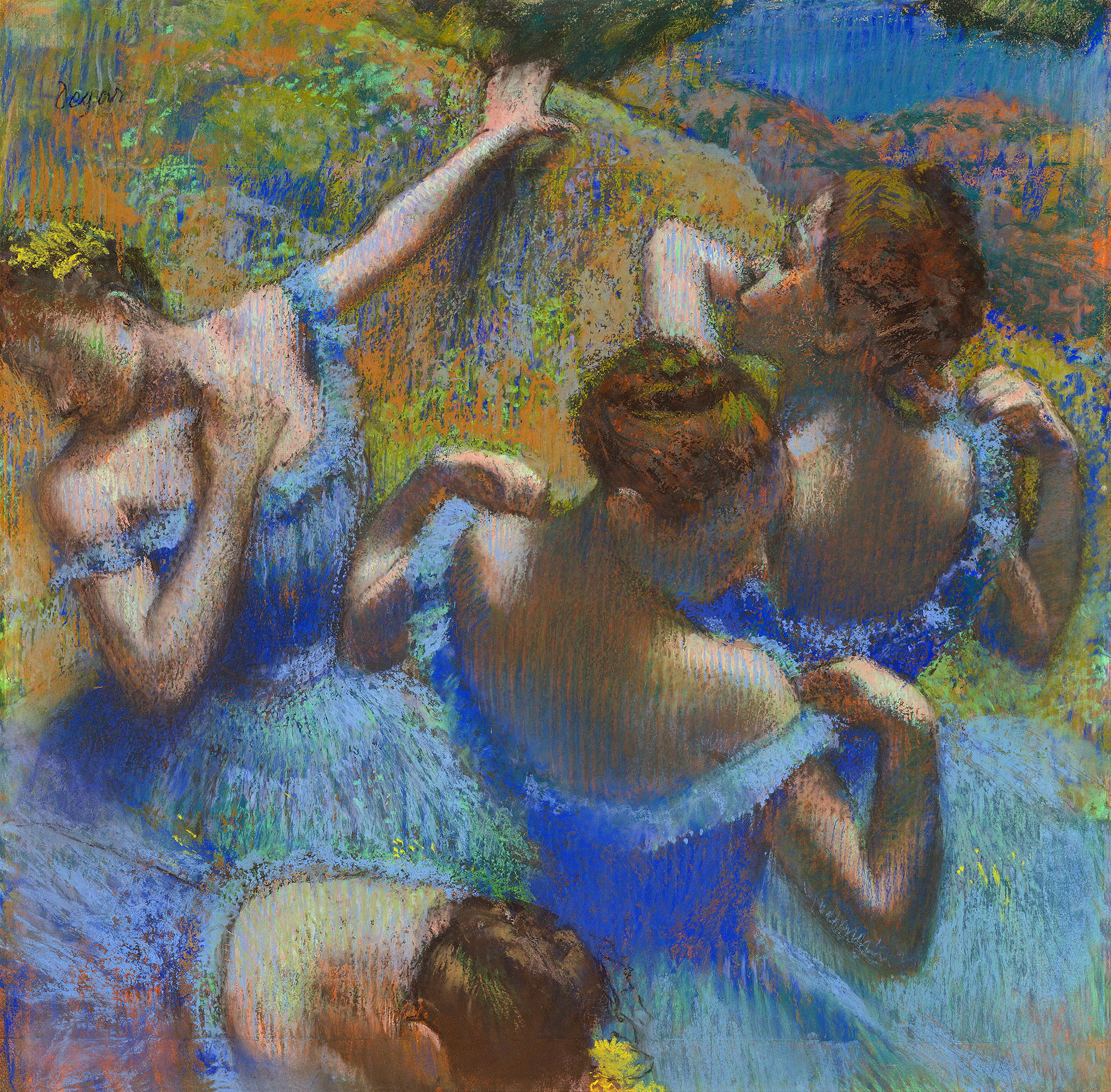
Blue Dancers của Edgar Degas, 1897
Acrobat on a Ball của Pablo Picasso, 1905Acrobat on a Ball của Pablo Picasso, 1905

## Giám đốc
1961-2013: Irina Antonova